# Cattedrale di Sant'Antonio di Padova (Governador Valadares)
La cattedrale di Sant'Antonio di Padova (Catedral de Santo Antônio de Pádua in lingua portoghese) è una chiesa cattolica di Governador Valadares, nello stato brasiliano di Minas Gerais, ed è cattedrale della diocesi di Governador Valadares.
Si trova nella piazza Dom Manuel Nunes Coelho, nel centro della città.

## Storia
La cappella di Sant'Antonio, costruita tra il 1910 e il 1914, fu la base della comunità cattolica locale e divenne sede della parrocchia di Sant'Antonio di Figueira del Rio Doce nel 1915. In quest'occasione ebbe inizio l'attività parrocchiale con tutti i suoi registri datati a partire dal 10 novembre del medesimo anno, assegnati al frate cappuccino Angélico de Campora. 
Fino ad allora si trattava di una semplice cappella, già dedicata a sant'Antonio di Padova, costruita nel 1886.
La costruzione della chiesa attuale ebbe luogo nel 1924 ad opera della Confraternita di Sant'Antonio. Con l'erezione della diocesi di Governador Valadares, avvenuta il 1º febbraio 1956, la chiesa fu elevata al rango di cattedrale.